# Pareques acuminatus
Die Umberfisch-Gattung Pareques umfasst etwa sechs Arten, die meist durch Zebrastreifung schwer kenntlich sind (Somalyse). Erst mittels Umrisszeichnung (oder anhand der zwei einfärbigen Arten) ist zu sehen, dass die Arten dem Meerraben ähneln. Die D1 ist hoch bis sehr hoch (die relative Höhe ändert sich aber mit dem Alter), weshalb diese Fische im Englischen high-hats (Hochhüte) heißen – was zugleich aber Hochnäsige (Snobs) bedeutet. Pareques acuminatus, wird kaum länger als 25 Zentimeter.

## Merkmale
Der Körper ist noch kürzer als der des Meerraben: hochrückig, mit gerader Bauchseite. Auf (blausilbernem bis) schwarzem Grund verlaufen fünf oder sechs weiß(silbern)e, nicht ganz gleich breite Bänder in nicht ganz gleichem Abstand etwas aufsteigend in Richtung Schwanz. Die Flossen sind (blau)schwarz. Bei Jungfischen sind die weißen Bänder breiter als die schwarzen, die D1 und P sind weiß gesäumt, die D1 ist viel höher als bei geschlechtsreifen Tieren, wo sie etwa doppelt oder dreimal so hoch wie lang ist. D2 sehr lang (amiiformes Schwimmen – siehe Flossen). Flossenformel: D1 VIII-X, D2 II/37-41, A II/7-8, P 16-17. C zugerundet oder gerandet (das heißt konvex).
Das kleine Maul ist fast waagrecht, aber unterständig – beim Öffnen wird der  Maxillarapparat schräg nach unten (zum Saugschnappen) aktiviert. Die villiformen Zähne stehen in Bändern, die äußeren am Dentale sind etwas größer. Augen groß (Dämmerungssehen). Keine Bartel, aber gut entwickelte Sinnesporen. 14-20 kurze, schlanke Reusendornen stehen innen am ersten Kiemenbogen. Das Präoperculum ist hinten leicht gesägt. Die Schwimmblase ist einfach (ohne Fortsätze), karottenförmig. Der Sacculith ist dick, oval, der Lagenolith reduziert. Rund fünfzig Seitenlinienschuppen. Kleine Schuppen (ctenoid außer an Wangen und Brust) bedecken auch weitgehend die D2.

## Vorkommen
Dieser gesellige Riffbewohner hält sich mit Vorliebe nahe Felswänden über detritusreicheren Sandflächen (bis in etwa 60 Meter Tiefe) auf, weil er aus diesen seine Nahrung (vorwiegend feinsedimentbewohnende Wirbellose: Polychaeten, Crustaceen; seltener kleine Fische) bezieht und jene ihm in Spalten und unter Überhängen Verstecke bieten, die er tagsüber in kleinen Gruppen besetzt hält. (Er ist wie viele Umberfische vorwiegend nachtaktiv.) Die Larven gehen – anders als die der übrigen Sciaeniden – sehr früh zum benthischen Leben über. Das bedeutet einerseits, dass Pareques keine brackigen Ästuare braucht, andrerseits aber, dass die Larven sich nicht (rasch) über größere Gebiete verbreiten. Er kommt zwischen der Chesapeake Bay und Nordbrasilien (bis Rio de Janeiro) an allen Karibik-Küsten vor, seit kurzem auch bei den Bermudas. (Die Gattung ist aber überwiegend tropisch ostpazifisch). Er wird kaum gezielt befischt, findet sich aber des Öfteren in Schlepp- und Grundnetzen, in Krebsfallen, auch an Angeln, und gelangt von da oft in Schauaquarien, wo er apart wirkt, aber auch Probleme bereiten kann (vergleiche Ritterfische) – obwohl er sich hier sogar schon fortgepflanzt hat.

## Benennungen
Eques Bl. & Schn. („Ritter“) war die Bezeichnung des Ritterfisches, ehe diese aus Prioritäts-Gründen (in „Equetus“) geändert werden musste. Davon war aber der „Nebenritter“ nicht betroffen. Griech.-lateinische Wortchimären gab es schon im ausgehenden Altertum (παρ(α)- neben, bei – man denke nur an unser Pferd, entstanden aus paraveredus „Nebenpferd“ – wobei aber veredus (<gall.) „Pferd“ für sich allein (als Lehnwort) auch schon wieder (fast) „Pferd“ geben hätte können – dafür auch par(h)ippus (πάριππος) bei Cassiodor). Also einfach: Pareques Gill 1876: „verwandt mit dem Ritterfisch“. acuminatus zugespitzt, spitz.- Eine Zeit lang hielt man Pareques umbrosus bloß für eine einfärbig (-bräunlich)e Variante des Spitzen Hochhuts.- Vernakular heißt er auch „cubbyu“ (kreolisch; angeblich wegen einer kubischen Vertiefung zwischen den Augen bei Jungfischen), „obispo“ (spanisch: ‚Bischof’) und (in Brasilien) „bandeirinha“.

## Weblink
- Pareques acuminatus auf Fishbase.org (englisch)

## Einzelnachweis
1. ↑  H. Powles and W.E. Burgess (1978): Observations on benthic larvae of Pareques (Pisces: Sciaenidae) from Florida and Colombia.- Copeia 1978: 169-172.